# Grace Andrews
Pour les articles homonymes, voir Andrews.
Grace Andrews (30 mai 1869 – 27 juillet 1951) est une mathématicienne américaine.

## Jeunesse et formation
Grace Andrews obtient son diplôme de premier cycle de Wellesley College en 1890.  Elle est dans la même classe que les mathématiciennes Anne Bosworth et Clara Latimer Bacon.
Elle reçoit une maîtrise de l'université Columbia en 1899 et un doctorat en 1901. Elle est, de concert avec Charlotte Angas Scott, l'une des deux seules femmes mentionnées dans la première édition de l'American Men of Science, qui a paru en 1906.

## Carrière
Elle travaille comme chargée de cours en Mathématiques au Barnard College de 1900 à 1902, puis en tant que comptable pour le trésorier de l'université Wesleyenne de 1903 à 1926.